# LibGDX
libGDX - це Java фреймворк з відкритим кодом, який надає крос-платформне API для розробки ігор і додатків, що працюють в режимі реального часу.
Це високопродуктивний, кросплатформний ігровий фреймворк, що в першу чергу використовується для написання ігрових рушіїв та ігор. Позиціонується, як фреймворк та дозволяє нам максимально зосередитися на міцному фундаменті, замість того, щоб намагатися реалізувати найновіше і найкраще з ігрових рушіїв. LibGDX надає Вам гнучкість і дозволяє уникнути суворої методології. За допомогою даної бібліотеки, можна використовувати один і той же код як для систем настільних комп'ютерів так і мобільних систем. Бібліотека є кросплатформенною і підтримує Windows, Linux, Mac OS X, Android, iOS, та браузери з підтримкою WebGL.

## Архітектура
libGDX дозволяє розробнику писати, тестувати і налагоджувати додатки на власному ПК і використовуючи той же код на Android. Це абстрагує відмінності між додатками Windows/Linux та Android. Основна мета полягає в забезпеченні повної сумісності між настільними і мобільними пристроями. Код написаний для однієї платформи працює так само добре і на інших. 

## Список можливостей
- Крос-платформна розробка для Windows, Linux, Mac OS X, Android, Браузери з підтримкою WebGL та iOS. Підтримуються як 32 так і 64-розрядні версії;
- Комбіновані бекенд можливості, засновані на JoGL, LWJGL, RoboVM і Android API;
- Розробка і тестування додатків на комп'ютері і легке наступне розгортання під Android, iOS, аплети, webstart (JAWS) і під звичайний ПК.
- Гнучка модульна структура. Можливості, яких немає в базовій версії, компенсуються розширеннями. Наприклад, є розширення для інтеграції фізичного рушія Box2D, розширення для використання TrueType шрифтів.
- Набір вбудованих класів для реалізації графічного інтерфейсу користувача. Сюди входять як примітивні елементи - такі як кнопки, текстові поля - так і складні елементи - випадаючі списки, панелі з можливістю прокрутки (скролл) та інше.

## Сторонні бібліотеки
libGDX використовує деякі сторонні бібліотеки для забезпечення додаткової функціональності, що включає:
- Lightweight Java Game Library - бібліотека з відкритим вихідним кодом для розробників ігор;
- OpenGL - кросплатформна мова програмування для створення 2D та 3D графіки. API зазвичай використовується для взаємодії з графічним процесором (GPU), для досягнення апаратного прискорення рендеринга;
- FreeType - бібліотека для забезпечення рендерингу шрифтів в растрові зображення;
- mpg123 - аудіплеєр з відкритим вихідним кодом;
- Vorbis;
- SoundTouch Audio Processing Library [Архівовано 9 лютого 2015 у Wayback Machine.] - бібліотека з відкритим вихідним кодом для обробки аудіо;
- Box2D - симулятор 2D фізики з відкритим вихідним кодом;
- OpenAL - кросплатформенний API призначений для відтворення тривимірного багатоканального звуку;
- Kiss FFT [Архівовано 23 лютого 2015 у Wayback Machine.].[3]

## References
1. 1 2  Архівована копія. Архів оригіналу за 13 квітня 2014. Процитовано 22 лютого 2015.{{cite web}}:  Обслуговування CS1: Сторінки з текстом «archived copy» як значення параметру title (посилання)
2. ↑  Архівована копія. Архів оригіналу за 11 грудня 2014. Процитовано 22 лютого 2015.{{cite web}}:  Обслуговування CS1: Сторінки з текстом «archived copy» як значення параметру title (посилання)
3. ↑  Архівована копія. Архів оригіналу за 15 травня 2015. Процитовано 22 лютого 2015.{{cite web}}:  Обслуговування CS1: Сторінки з текстом «archived copy» як значення параметру title (посилання)